# پادشاه بیریو
پادشاه بیریو (کره‌ای: 비류왕; هانجا: 比流王)، (سلطنت: ۳۰۴~۳۴۴ میلادی)؛ یازدهمین پادشاه بکجه یکی از میان سه پادشاهی کره و پسر کوچک ششمین پادشاه بکجه پادشاه گوسو و برادر کوچک هفتمین پادشاه بکجه پادشاه سابان او همنام برادر بنیانگذار بکجه است او به دلیل مرگ زود هنگام پادشاه بونسو به قدرت رسید.

## پیش‌زمینه
او دومین پسر ششمین پادشاه بکجه پادشاه گوسو و برادر کوچکتر هفتمین پادشاه بکجه پادشاه سابان بود. با این حال، از آنجایی که این امر باعث می‌شود او حداقل تا سن ۱۱۰ سالگی حکومت کند، مورخان مدرن معمولاً تصور می‌کنند که بیریو در واقع پسر یا نوه برادر کوچکتر سابان بوده است. پس از ترور پادشاه قبلی پادشاه بونسو در سال هفتم سلطنت خود درسال ۳۰۴ میلادی توسط مأموران چینی، بیریو به سلطنت رسید زیرا پسران بونسو برای حکومت بسیار جوان به نظر می رسیدند. به نظر می رسد که این بخشی از جنگ قدرت بین دو شاخه از خانواده سلطنتی بکجه، نوادگان پنجمین پادشاه بکجه پادشاه چوگو (جد بیریو) و پادشاه هشتم پادشاه گوی بوده است.
سامگوک ساگی نوشته است که: «شخصیت او سخاوتمند و نیکوکار بود و در کمان نیرومند و ماهر بود. مدتی طولانی در میان مردم ساکن بود و او را بسیار ستوده اند. پس از مرگ بونسو، تمام او بچه ها کوچکتر از آن بودند که موفق شوند، بنابراین به توصیه وزرا و مردم به سلطنت رسید».

## سلطنت
درسال ۳۱۲ میلادی او هه گو را به ریاست ارتش منصوب کرد. درسال ۳۲۷ میلادی، او شورش برادر ناتنی‌اش بویو اوبوک را متوقف کرد. درسال ۳۳۷ میلادی از طرف شیلا همسایه مأموریتی دریافت کرد.
سامگوک ساگی:
۳۰۸ میلادی، بهار، ماه اول، اولین روز سال. خورشید گرفتگی رخ داد.
۳۱۲ میلادی، بهار، ماه دوم. پادشاه وزیرانی را فرستاد تا گردش کنند و به نارضایتی مردم گوش دهند. بیوه‌ها و تنها نمی‌توانستند زندگی خود را تأمین کنند و سه سوک غلات به آنها داده شد. تابستان، ماه چهارم. پادشاه از آرامگاه پادشاه دونگمیونگ بازدید کرد. به گو وزیر ارتش شد.
۳۱۳ میلادی، بهار، ماه اول. در جنوب شهر برای آسمان و زمین قربانی می‌شد. خود پادشاه حیوانات را کشت.
۳۱۶ میلادی، بهار. خشکسالی بود. یک ستاره بزرگ در غرب شلیک شده است. تابستان، ماه چهارم. چاه های پایتخت سرریز شد. یک اژدهای سیاه در داخل آن دیده می شد.
۳۲۰ میلادی، پاییز، ماه هشتم. در غرب کاخ برجی برای تیراندازی ساخته شد. هر ماه در روز اول ماه تمرین تیراندازی می کرد.
۳۲۱ میلادی، بهار، ماه اول. برادر ناتنی پادشاه، بویو اوبوک، وزیر کشور شد. پاییز، ماه هفتم. سیاره ناهید در طول روز دیده شد. در جنوب کشور ملخ به غلات آسیب زد.
۳۲۵ میلادی، زمستان، ماه دهم. صدایی مثل باد در بهشت می‌آمد و امواج به هم می‌خوردند. ماه یازدهم پادشاه به شکار شمال گوون رفت و یک آهو را شکار کرد.
۳۲۷ میلادی، پاییز، ماه هفتم. ابری مثل یک کلاغ قرمز بود که به سمت خورشید آمد. ماه نهم وزیر کشور، بویو اوبوک، کنترل دژهای شمال رودخانه هان را به دست گرفت و شورش کرد. پادشاه سربازانی را برای حمله به او فرستاد.
۳۳۱ میلادی، در بهار و تابستان، خشکسالی شدیدی رخ داد. علف ها و درختان خشک شدند و رودخانه ها خشک شدند تا پاییز که در ماه هفتم بارید. آن سال قحطی شد و حوادث آدمخواری رخ داد.
۳۳۳ میلادی، تابستان، ماه پنجم. ستاره‌ای افتاد در کاخ شاه آتش گرفت. به خانه‌های مردم سرایت کرد. پاییز، ماه هفتم. قصر را تعمیر کردند. «به جین‌یی» وزیر کشور شد. زمستان، ماه دوازدهم. رعد و برق بود.
۳۳۵ میلادی، زمستان، روز اول ماه. خورشید گرفتگی رخ داد.
۳۳۶ میلادی، بهار، ماه اول. یک دنباله دار در کوی، یکی از ۲۸ عمارت قمری دیده شد.
۳۳۷ میلادی، بهار، ماه دوم. شیلا قاصدهایی را با هدایایی برای دربار فرستاد.
۳۴۴ میلادی، زمستان، ماه دهم. پادشاه بیریو درگذشت.

## میراث
او پدر سیزدهمین پادشاه پادشاه گون‌چوگو بود که مشهورترین پادشاه پادشاهی شد و بکجه را به اوج نیرومندی خود رساند.
مورخان ژاپنی به بیریو مانند پادشاه سابان به عنوان مولد برخی قبیله های اشرافی دوره یاماتو ژاپن مشکوک هستند. هر گونه سوابق تبارنامه‌ای یا وجود نداشته و یا برای بیش از یک هزار سال از بین رفته است.

## خانواده
- پدر: پادشاه گوسو، به دلیل اختلافات تاریخی، اکثر محققان معتقدند که او پسر پادشاه گوسو نیست، بلکه از نسل پادشاه گوسو است.
- همسرها و مسائل مربوط به آنها:

1. ملکه، از قبیله هه
  1. بویو چان
  2. بویو هی
  3. بویو سان
2. ملکه، از قبیله جین
  1. بویو گو، سیزدهمین پادشاه بکجه، پادشاه گون‌چوگو.[۳]
  2. بویو مونگ

- سایر: 
  - بویو سای، نخستین پسر، هفتمین پادشاه بکجه، پادشاه سابان
  - بویو اوبوک، درسال ۳۲۱ میلادی به عنوان وزیر کشور منصوب شد (نسینجواپیونگ) و درسال ۳۲۷ او علیه برادر ناتنی خود، پادشاه بیریو شورش کرد.[۴]

## تصویرسازی مدرن
- توسط «یون سونگوون» در سریال تلویزیونی ۲۰۱۰–۲۰۱۱ KBS1 پادشاه افسانه به تصویر کشیده شد.